# Giorgione
Giorgione (italijansko [dʒorˈdʒone], rojen kot Giorgio Barbarelli da Castelfranco okoli 1477/8–1510), je bil italijanski slikar visoke renesanse v Benetkah. Njegova kariera je bila kratka zaradi njegove zgodnje smrti pri malo več kot 30 letih. Le za približno šest ohranjenih slik zagotovo velja, da so njegovo delo. Negotovost o njegovi identiteti in njegovi umetnosti je razlog, da je Giorgione ena najskrivnostnejših osebnosti v evropskem slikarstvu.
Skupaj z Tizianom, ki je bil nekoliko mlajši, je ustanovitelj beneške šole italijanskega renesančnega slikarstva, ki je učinek doseglo z barvami in razpoloženjem ter je pravo nasprotje florentinskemu slikarstvu.

## Življenje
O Giorgionejevem življenju ne vemo veliko. O njem nekaj izvemo le v Vasarijevi knjigi Življenja najodličnejših italijanskih arhitektov, slikarjev in kiparjev. Slikar je prišel iz mesteca Castelfranco Veneto, 40 km iz Benetk. Njegovo ime včasih omenjajo kot Zorzo. ali Zorzi, Giorgione (ali Zorzon) se lahko prevede kot "Veliki Giorgio oziroma Veliki Jurij". Kdaj je kot deček odšel v Benetke, ne vemo, vendar slogovni dokazi podpirajo izjavo Carla Ridolfija, italijanskega slikarja in pisatelja, da je bil vajenec pri Giovanniju Belliniju. V Benetkah se je naselil in postal slaven.
Sodobni dokumenti kažejo, da je bila njegova nadarjenost odkrita že zgodaj. Leta 1500, ko je bil star 23 let, je bil izbran, da naslika portret doža Agostina Barbariga in kondotjerja Consalva Ferranteja. Leta 1504 je dobil naročilo za oltarno sliko v spomin na drugega kondotjerja Mattea Costanza v stolnici rodnega mesta Castelfranca. Leta 1507 je prejel sklep svete deseterice za delno plačilo za sliko (za katero, ni znano) v sprejemni dvorani Doževe palače. Leta 1507–1508 je delal z drugimi umetniki svoje generacije pri krasitvi s freskami zunanjosti na novo obnovljene Fondaco dei Tedeschi (Nemške trgovske dvorane) v Benetkah, saj je podobno delo že naredil na zunanjosti palač Casa Soranzo, Casa Grimani alli Servi in drugih beneških palačah. Zelo malo teh del je ohranjenih.
Vasari omenja pomemben dogodek v Giorgionejevem življenju, enega tistih, ki je zelo vplival na njegovo delo, to je srečanje z Leonardom da Vincijem ob obisku v Benetkah leta 1500. Vsi se strinjajo, da se je Giorgione predstavljal kot zelo raznolika oseba, kot romantik, velik ljubimec in glasbenik, saj je izraz v njegovi umetnosti čuten in domiselno graciozen, poln poetične melanholije, beneškega stanja tistega časa. V beneškem slikarstvu je pomenil podobno kot v toskanskem slikarstvu Leonardo več kot dvajset let prej; umetnost je osvobodil zadnjih spon arhaične togosti in jo postavil v položaj popolne svobode in svojega mojstrstva.
Zelo tesno je bil povezan s Tizianom; medtem ko Vasari piše, da je bil Giorgione Tizianov gospodar, Ridolfi pravi, da sta bila oba učenca Bellinija in sta živela v njegovi hiši. Delali so freske v palači Fondaco dei Tedeschi in Tizian naj bi končal vsaj nekaj Giorgionejevih slik po njegovi smrti, kar sicer ostaja zelo sporno.
Giorgione je uvedel tudi nove predmete. Poleg oltarnih podob in portretov je slikal slike, ki niso pripovedovale zgodb, svetopisemskih ali klasičnih, ampak so preprosto izhajale iz oblik in barv razpoloženja lirskega ali romantičnega občutka, podobno kot glasbenik lahko pooseblja zvok. Ustvarjal je s pogumom in srečo genija in je nekaj časa prepričljivo vplival na svoje sodobnike in neposredne naslednike beneške šole, tudi na Tiziana, Sebastiana del Piomba, Palmo starejšega, Il Carianija, Giulia Campagnolo (in njegovega brata) in celo na že uglednega mojstra Giovannija Bellinija. V beneškem zaledju je giorgionismo močno vplival na Morta da Feltra, Domenica Capriola in Domenica Mancinija.
Giorgione je umrl, verjetno zaradi kuge, ki je divjala jeseni 1510. Mislili so, da je umrl in bil pokopan na otoku Poveglia v Beneški laguni , a je arhivski dokument, objavljen prvič leta 2011, njegovo smrt postavil na otok Lazzareto Nuovo; oba sta bila kraja karantene, ko je oktobra 1510 razsajala kuga , ki je tudi letnica pisma Isabelle d'Este beneškemu prijatelju, v katerem ga prosi, naj kupi Giorgionejevo sliko. Iz pisma je razvidno, da je bila seznanjena s tem, da je umrl. V odgovoru mesec pozneje je pisalo, da slike ni mogoče dobiti za nobeno ceno.
Njegovo ime in delo sta vplivali še na poznejše umetnike. Čeprav je veliko zagovornikov pana giorgionismusa , ki so stoletja trdili, da cela vrsta slik spominja na Giorgionejev način, so tudi kritiki, ki so za polovico skrajšali seznam ohranjenih del, za katere priznavajo, da so v resnici delo tega mojstra.

## Dela
Za svoje rojstno mesto Castelfranco je Giorgione naslikal Castelfranco Madono, oltarno sliko v obliki svetega razgovora (sacra conversazione) Madona na prestolu s svetnikoma na obeh straneh, ki sestavljajo enakostranični trikotnik. Pomen ji daje krajinsko ozadje, kar je novost v beneški umetnosti in so ji hitro sledili Giovanni Bellini in drugi . Giorgione je začel uporabljati zelo prefinjen barvit slog chiaroscúro, imenovan sfumato, občutljivo uporabo barvnih odtenkov, ki opisujejo svetlobo in senco, približno ob istem času kot Da Vinci. Vasari je pravilno zapisal, da se je tega naučil iz Leonardovih del, saj se je vedno želel zgledovati po florentinskih virih.
Osrednje in njegovo najznačilnejše ohranjeno delo je Speča Venera, zdaj v Dresdnu. To je prvi spoznal Giovanni Morelli in je splošno sprejeto, da je enaka kot na sliki Marcantonia Michielija in nato Ridolfija v Casi Marcello v Benetkah. Čiste in ritmične linije in konture dajejo sliki čutno bogastvo. Valovita bela draperija, na kateri leži boginja, in žareča pokrajina, ki zapolnjuje prostor za njo, usklajeno oblikujeta njeno božanskost. Uporaba krajine za okvir golote je inovativnost, ampak dodaja Veneri, zaviti v spanje, skrivnostnost.
Michieli je zapisal, da je Giorgione zapustil to delo nedokončano in da je krajino ter Kupida, ki je bil odstranjen pri obnovi, po njegovi smrti dokončal Tizian. Slika je vzorec Tizianove Urbinske Venere in je bila zgled še mnogim drugim slikarjem v šoli, vendar nobena ni dosegla slave prve. Zasnova idealizirane lepote je izzvana v nedolžnosti zamišljene Judit iz muzeja Ermitaž, veliki sliki, ki kaže posebne lastnosti Giorgionejevega barvnega bogastva in krajinske romantike, hkrati pa dokazuje, da sta življenje in smrt tovariša, ne pa sovražnika.
Poleg oltarjev in fresk so vsa Giorgionejeva ohranjena dela majhne slike, namenjene za premožne beneške zbiralce. Večina je manjša kot 60 cm. Ta trg je bil v vzponu v zadnji polovici 15. stoletja v Italiji in še precej bolj na Nizozemskem. Giorgione je bil prvi veliki italijanski slikar, ki je osredotočil svoje delo na to tematiko v takem obsegu. Kmalu po njegovi smrti se je velikost slik začela povečevati z blaginjo in palačami pokroviteljev.
Nevihta je imenovana prva pokrajina v zgodovini zahodnega slikarstva. Predmet te slike je nejasen, vendar je njeno umetniško mojstrstvo očitno. Nevihta prikazuje vojaka in doječo žensko, vsakega na eni strani potoka, sredi ruševin mesta in prihajajočo nevihto. Množica simbolov na sliki ponuja veliko razlag, vendar nobena ni v celoti mogoča. Teorija, da slika prikazuje dvojnost (mesto in država, moški in ženska), je bila zavrnjena, ker je radiografija pokazala, da je v zgodnji fazi slikanja vojak na levi predstavljal golo žensko. Prevladujoča značilnost obeh slik je prežetost človeka z naravo, kar se kaže v uporabi barve, ki ovija kraj in razpoloženje. Giorgione je odpravil risbo in naravo povzdignil v glavnega junaka slike.
Trije filozofi je enigmatična slika in pripisovanje Giorgioneju je še vedno sporno. Tri figure stojijo blizu temne prazne jame, med nastajanjem slike naj bi bil eden od njih celo Maver. Včasih jih razlagajo kot simbole Platonove votline ali Treh kraljev. Zdi se, da so izgubili tipično Giorgionejevo zasanjano razpoloženje, ojačeno z megleno svetlobno, značilnostjo njegovih drugih pokrajin, kot je Pastoralni koncert, ki je zdaj v Louvru. Slednji "razkriva benečansko ljubezen teksture", ker slikar »pokaže skoraj otipljiv videz mesa, blaga, lesa, kamna in listja«. Slika je brez ostrih kontur in obravnavanje pokrajine lahko primerjamo s pastoralno poezijo, zato tak naslov.
Giorgione in mladi Tizian sta revolucionarno uvedla žanr portreta. Tako je izredno težko in včasih preprosto nemogoče razlikovati Tizianova zgodnja dela od Giorgionejevih. Nobena od Giorgionejevih slik ni podpisana in samo ena ima zanesljiv datum, njegov portret Laure (1. junij 1506), ki je eden prvih, ki ga je naslikal v 'modernem načinu' ter ga odlikujejo dostojanstvo, jasnost in prefinjena karakterizacija. Še bolj presenetljiv je Portret mladeniča, danes v Berlinu, ki ga umetnostni zgodovinarji opisujejo kot »nepopisno subtilno izražanje vedrine in negibne funkcije z dodanim izklesanim učinkom silhuete in modeliranja«.
Teme njegovih posvetnih likov na slikah je težko zaznati. Morda se najprej postavi vprašanje, ali jim je bil sploh dan poseben pomen. Mnogi umetnostni zgodovinarji trdijo, da ne: »Najboljši dokaz je morda, da slike niso bile posebej ezoterične v svojem pomenu, dejstvo pa je, da so bile njegove slogovne inovacije široko sprejete, značilne za skoraj vse beneško posvetno slikarstvo v prvi polovici 16. stoletja.«

## Pripisi
Težava pri zagotavljanju dokumentiranih pripisov delom Giorgioneja je nastala kmalu po njegovi smrti, ko so nekaj njegovih slik dopolnili drugi umetniki in je njegov precejšen ugled tudi privedel do zelo zgodnje napačne trditve pripisov. Glavnina dokumentacije za slike v tem obdobju se nanaša na velika naročila cerkve ali države. Za majhne zasebne slike, ki sestavljajo glavnino Giorgionejevega opusa, je vedno veliko manj verjetno, da so zabeležene. Drugi umetniki, ki so nadaljevali delo v njegovem slogu naslednja leta in verjetno do sredine stoletja, so razlog za zavajajoče podatke.
Prvotna dokumentacija za pripisovanje izhaja od beneškega zbiralca Marcantonia Michielija. V pojasnilih, ki segajo v leta 1525–1543, je 12 slik in ena risba opredeljenih za Giorgionejeve, od katerih so umetnostni zgodovinarji pet ohranjenih slik skoraj soglasno potrdili kot njegova dela: Nevihta, Trije filozofi, Speča Venera, Fant s puščico in Pastir s flavto (zadnje ne potrjujejo vsi). Michieli opisuje, da je Filozofe dokončal Sebastiano del Piombo in Venero Tizian (zdaj je splošno sprejeto, da je Tizian narisal krajino). Nekateri novejši umetnostni zgodovinarji pripisujejo Tizianu tudi Tri filozofe. Nevihta je torej le ena od skupine splošno sprejetih, da je v celoti Giorgionejeva. Dunajska Laura je delo s podpisom Giorgioneja (na hrbtni strani). Zgodnjih nekaj slik v galeriji Uffizi so običajno sprejete.
Po tem stvari postanejo bolj zapletene, kot je razvidno iz Vasarijeve knjige. V prvi izdaji (1550) je sliko Kristus, ki nosi križ pripisal Giorgioneju; v drugi izdaji (končana leta 1568) je pripisano avtorstvo različno, v Giorgionejevi biografiji, ki je bila natisnjena 1565, je pripisana njemu, v natisnjeni leta 1567 pa Tizianu. Ker je obiskal Benetke med tema letoma, je morda Vasari dobil različne podatke. Negotovost pri razlikovanju med slikarstvom Giorgioneja in mladim Tizianom je najbolj očitna na sliki Pastoralni koncert, opisana leta 2003 kot »morda najspornejši problem pripisovanja v celotni italijanski renesančni umetnosti«, vendar prizadene veliko slik iz zadnjih Giorgionejevih let.
Pastoralni koncert je majhna skupina slik, ki vključuje tudi Marijo z detetom s svetim Antonom in svetim Rokom v Pradu, ki so zelo blizu slogu in po mnenju Charlesa Hopa so bile »bolj in bolj pogosto pripisane Tizianu. Vendar nihče ni bil sposoben ustvariti koherentnega zaporedja Tizianovih zgodnjih del, ki vključuje tiste, ki se prilegajo znanim dejstvom o njegovi karieri. Morda je Pastoralni koncert in druge podobne slike naslikal tretji umetnik, neznani Domenico Mancini ...«
Tudi Giulio Campagnola, znan kot graver, ki je prenašal Giorgionejev slog v grafiko, je včasih omenjen, a nobena slika ni dokumentirana kot njegova.
V zgodnejše obdobje v Giorgionejevi kratki karieri spada skupina slik, včasih opisana kot Skupina Allendale po Allendale, Kristusovo rojstvo (ali pravilneje Allendale, Čaščenje pastirjev), v Narodni galeriji umetnosti v Washingtonu. Ta skupina vključuje sliko Sveta družina in Poklon Treh kraljev v Narodni galeriji v Londonu. Ta skupina, ki zdaj pogosto vključuje podobno Čaščenje pastirjev na Dunaju, je običajno vključena (pogosteje) ali izključena iz Giorgionejevega opusa.
Kljub temu da Giorgioneja sodobni pisatelji častijo kot veliko ime v Italiji, je manj znan širšemu svetu in mnoge njegove (verjetne) slike so bile pripisane drugim. Judit iz Ermitaža je na primer dolgo veljala za Rafaelovo, dresdenska Venera za Tizianovo. V poznem 19. stoletju se je začelo veliko oživljanje Giorgioneja. Kljub temu pa je še vedno živo več kot stoletje dolgo obdobje sporov in polemik. Veliko slik stoletja, pripisanih Giorgioneju, zlasti portreti, so zdaj izključeni iz njegovega opusa, vendar je razprava še ostrejša kot takrat. Dejansko sta dve področji, na katerih se borijo: slike z liki in krajinami ter portreti.

### Druga pripisana dela
- Marija z otrokom ,1500–1504, olje na les, 68 x 48 cm; avtorstvo je mogoče, vendar zaradi pomanjkanja primerljivih del izredno sporno
- Avtoportret kot David, olje na platnu, 52 x 43 cm; večinoma kopija izgubljenega originala
- Portret mladeniča (tako imenovani Brocardo), olje na platnu, 72,5 x 54 cm; avtorstvo je mogoče, a zelo sporno
- David in Goljat 1498 / 99, freska; pripisana nedavno, visoka stopnja prepoznavnosti
- Judit in Holofernes, 1498 / 99 freska; pripisana nedavno, visoka stopnja prepoznavnosti
- Paž, olje na les, 24,1 x 20,6 cm; v zadnjem času zaradi pomanjkanja kakovosti črtana iz opusa
- Podeželska idila, 1498 / 99 olje na les, 12 x 19 cm; pred kratkim priznano kot zgodnje delo
- Leda in labod, 1498 / 99 olje na les, 12 x 19 cm; pred kratkim priznano kot zgodnje delo
- Oznanjevanje Janeza Krstnika, 1495–1500 olje na les, 34,3 x 27,9 cm; pred kratkim priznano kot zgodnje delo
- Venera in Kupid v pokrajini 1498/99 olje na les, 11 x 20 cm; pred kratkim priznano kot zgodnje delo – dvojni portret, Giovanni Borgherini in njegov učitelj
- Astrolog (Orfej in čas), 1498 / 99 olje na les, 12 x 19,5 cm; pred kratkim priznano kot zgodnje delo

## Zapuščina
Čeprav je umrl pri 33-tih, je zapustil trajno zapuščino, ki se je razvila s Tizianom in umetniki 17. stoletja. Giorgione nikoli ni podrejal linij in barve arhitekturi, umetniški učinek ni dosežen s sentimentalno predstavitvijo. Bil je verjetno prvi italijanski slikar pokrajine z liki premične slike v svojih okvirjih brez nabožne, alegorične ali zgodovinske vsebine, prvi, katerega barve so bile strastne, sijoče in mehke intenzivnosti, ki je tako kmalu postala delo vse beneške šole.
Da bi izpolnil pričakovanja in potrebe časa, je umetnik izdelal slog, imenovan giorgionismus. Med umetniki, ki so sledili temu slogu, so: Marco Basaiti, Vincenzo Catena, Girolamo Savoldo, Girolamo Romani, Bartolomeo Veneto, Giovanni Cariani, Palma Vecchio in Bonifazio Veronese. Iz Benetk se je giorgionismus razširil po Ferrari, kjer je vplival na slikarstvo Dossa Dossija. V 17. stoletju se je zanj zanimal Pietro della Vecchia kot italijanski slikar baročnega obdobja.

## Nekatera dela
- Mojzesova preizkušnja z ognjem (1500–1501),  olje na plošči, 89 x 72, Uffizi, Firence
- Salomonova sodba (1500–1501),  olje na plošči, 89 x 72 cm, Uffizi, Firence
- Judit (okoli 1504),  olje na platno, prenesena s plošče, 144 x 66,5 cm, Ermitaž, Sankt Peterburg
- Čaščenje pastirjev (1504),  olje na plošči, 90,8 x 110.5 cm, Narodna umetnostna galerija, Washington, D. C.
- Madona z otrokom na prestolu med svetim Frančiškom in svetim Nikazijem (Castelfranco Madonna; okoli 1505)  olje na les, 200 x 152 cm, Duomo, Castelfranco Veneto
- Nevihta (okoli 1505),  olje na platno, 82 x 73 cm, Galerija Akademije, Benetke
- Portret mlade neveste (Laura) (okoli 1506)  olje na les, 41 x 33,5 cm, Umetnostnozgodovinski muzej, Dunaj
- Starka (Col tempo) (okoli 1508),  olje na platno, 68 x 59 cm, Akademija, Benetke
- Pastoralni koncert (okoli 1509) pogosto pripisano Tizianu olje na platno, 110 x 138 cm, Louvre, Pariz
- Portret mladenke (1508–10),  olje na platno, 72,5 x 54 cm, Umetnostni muzej, Budimpešta
- Trije filozofi (1509)  olje na platno, Umetnostnozgodovinski muzej, Dunaj
- Speča Venera (okoli 1510),  olje na platno, 108,5 x 175 cm, Umetnostna galerija, Dresden
- Strastni pevci (okoli 1510)  olje na platno, 102 x 78 cm, Galerija Bourghese, Rim
- Portret mladeniča  les, 69,4 x 53,5 cm, Stara pinakoteka, München

## Galerija
- Castelfranco Madona, pred nedavnim očiščena. Giorgionejeva je samo oltarna slika.
- Ena iz Skupine Allendale, majhna, Poklon Treh kraljev (predela), London
- Judit, Ermitaž
- Starka, Akademija. Col tempo ali S starostjo bere časopis.
- Il Tramonte, London. Malo znano do sredine 20. stoletja in še vedno kontroverzen pripis.
- Berlinski Portret moža, eden največkrat pripisanih portretov
- San Diego, Portret moža, drugi največkrat pripisan portret
- Budimpeški Portret mladeniča, poškodovana
- Portret mladeniča, pripisan Giorgioneju